# Thma Bang
Thma Bang är ett distrikt i Kambodja.   Det ligger i provinsen Koh Kong, i den sydvästra delen av landet, 160 km väster om huvudstaden Phnom Penh.